# Шапчанин, Милорад Попович
Милорад Попович Шапчанин (серб. Милорад Поповић Шапчанин; 7 [19] июля 1841, Шабац, Княжество Сербия, Османская империя — 14 [26] февраля 1865, Белград) — сербский поэт, прозаик, драматург, педагог, редактор, театральный деятель, художественный руководитель Национального театра в Белграде (1877 и 1880—1893), член Сербского учёного общества и Сербской королевской академии наук и искусств.

## Биография
Милорад Попович Шапчанин родился 7 (19) июля 1841 года в Шабаце Княжества Сербии, Османская империя, в семье учителя. После окончания гимназии, поступил в Высшую школу Белграда. Образование получил в Белградской духовной семинарии. Познакомился с идеями сербского патриотизма и славянского единства. Активно участвовал в политической жизни, симпатизируя идеям движения Объединённой сербской молодежи.
В 1864 году работал писарем Шабацкой консистории при епископе Гавриле. Участник сербско-турецкой (1876—1877) и сербско-турецкой (1877—1878) войн. Работал в отделе печати Главного штаба армии. Некоторое время был учителем средней школы Сабака (1865—1866). Переехал в Белград и в течение 14 лет работал чиновником в Министерстве образования и церковных дел Княжества Сербия. С 1870 года — секретарь Министерства просвещения. Реформатор сербского образования. Сторонник реформ, особенно в преподавании наук и искусство. Во время стажирования в Германии познакомился с практикой преподавания, провёл год в Германии, Австрии и Швейцарии. В Германии посетил Берлин, Лейпциг, Готу и Веймар. Перевёл труд немецкого педагога Карла Кера «Работа в школе».
Редактор газеты «Домачица» (1885).
Почётный член Сербской королевской академии наук и искусств.
Милорад Попович Шапчанин умер 14 (26) февраля 1895 года в Белграде.

## Творчество

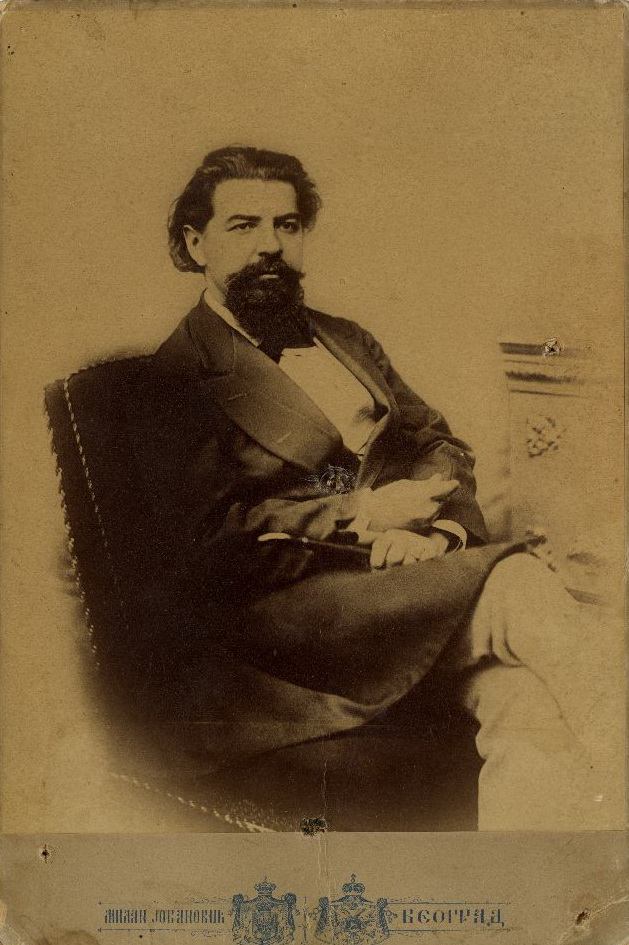
Портрет Милорада Поповича Шапчанина, 1890 год

Автор поэм, которые очень ценятся сербскими читателями. Среди них: «Монах», «Невеста Лютице Богдана», «Краљево Звоно» (Нови Сад, 1887), «Жубори и вихори». Драматические произведения: драмы «Задушбина цара Лазара», «Богумили», комедия «Господjица као селянка» — переделка известной повести Пушкина «Барышня-крестьянка», «Милош у Латинима» и др.
Рассказы Шапчанина «Приповjетки» вышли в 1881 году в 6 книгах; среди них путевые записки 1877—1878 годов. «С Дрине на Нишаву», где попадаются интересные подробности из области русско-сербских отношений того времени; один рассказ: «Тудьа крв» («Чужая кровь») переведён на русский язык в киевском издании «Славянская Беседа» в 1888 году, который отличается значительным этнографическим интересом.
Автор учебников.